# Вишнёвка (Краснодарский край)
Вишнёвка — курортный микрорайон в Лазаревском районе муниципального образования «город-курорт Сочи» в Краснодарском крае.

## География

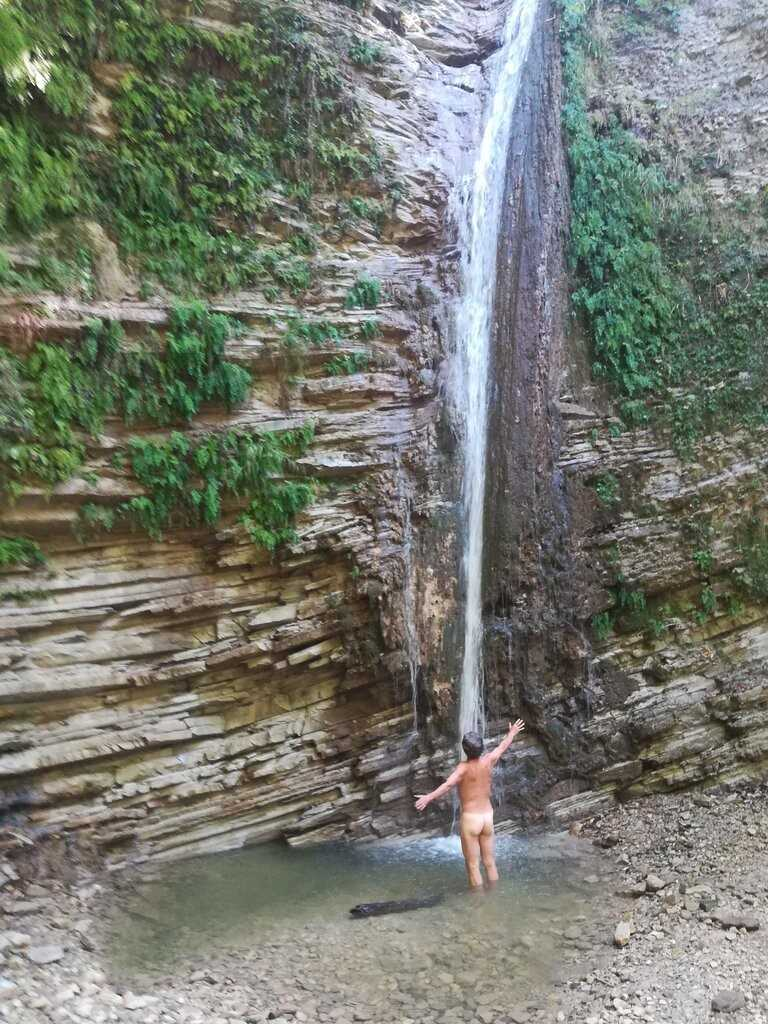
Водопад «Слёзы Лауры».

Вишнёвка находится в северной части Лазаревского района, между низовьями реками Шуюк (на севере) и Водопадная (на юге). Основная часть микрорайона расположена в устье одноимённой реки Вишнёвка.
Расположен в 10 км к северу от районного центра — Лазаревское, в 65 км к северо-западу от Центрального Сочи и в 128 км к югу от города Краснодар (по прямой).
Через микрорайон проходят федеральная автотрасса А-147 «Джубга-Адлер» и железнодорожная линия Северо-Кавказской железной дороги. Действуют две железнодорожные платформы — Спутник и ЦК ЖД (нынешнее название — Макопсе).

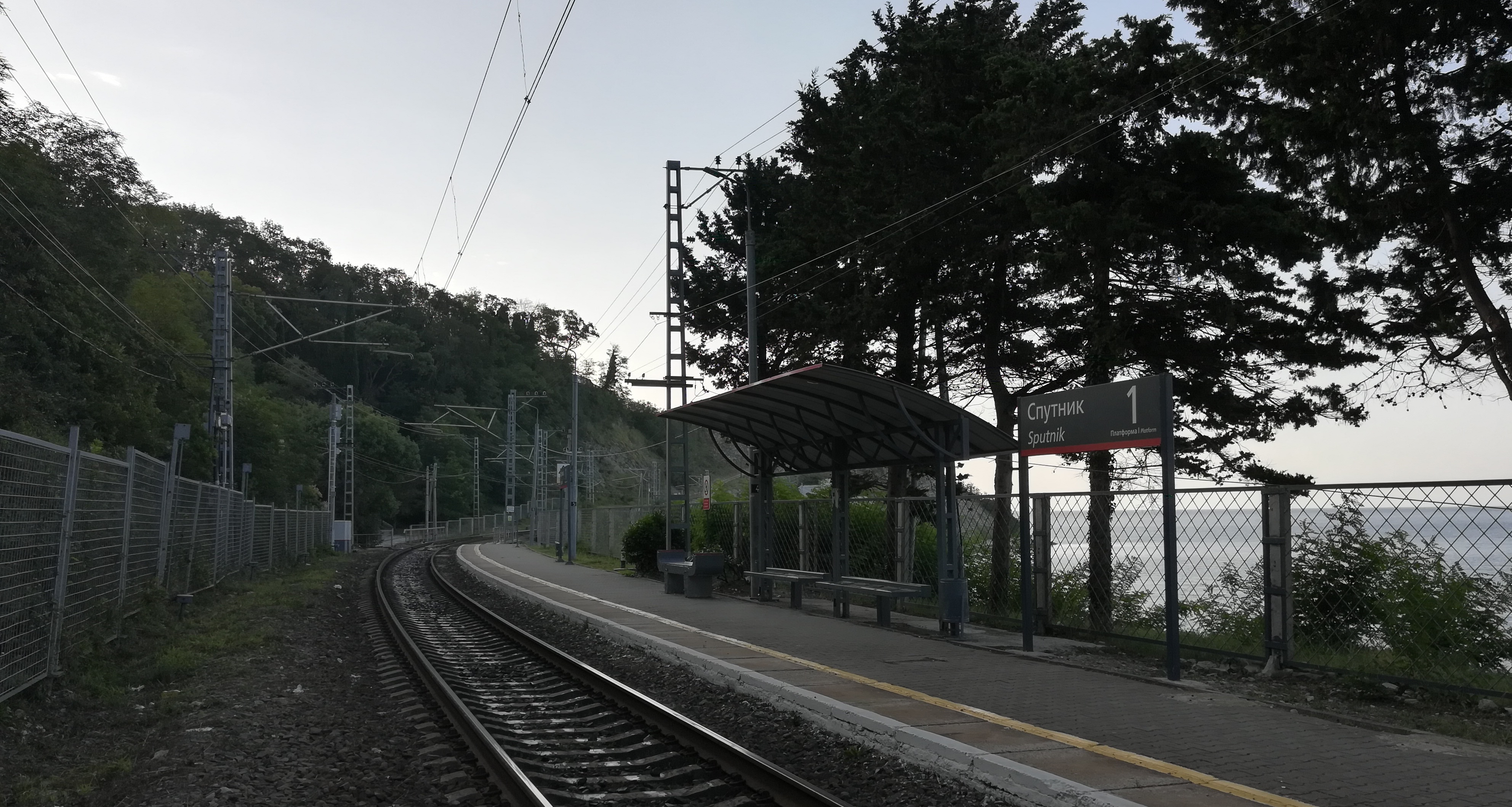
Платформа Спутник

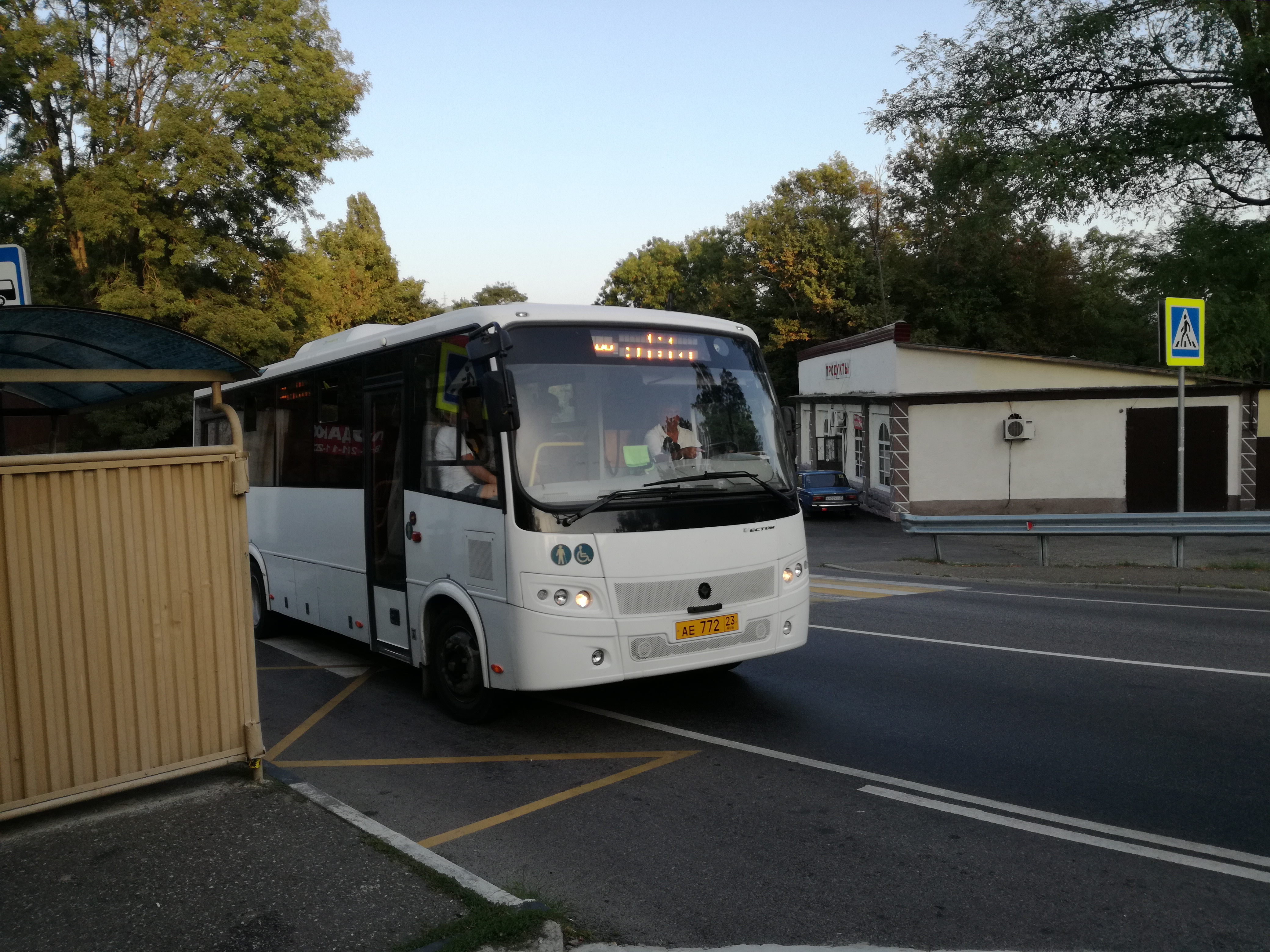
Рейсовый автобус Лазаревское — Шепси в Вишнёвке

Граничит с землями населённых пунктов и микрорайонов: Магри на северо-западе, Калиновка на востоке и Макопсе на юго-востоке.
Вишнёвка расположена в узкой приморской полосе и с трёх сторон окружена горными хребтами. Рельеф на территории посёлка преимущественно холмистый. Средние высоты составляют 45 метров над уровнем моря. Абсолютные высоты в окрестностях достигают 400 метров над уровнем моря.
Гидрографическая сеть представлена в реками Вишнёвка, Шуюк, Водопадная и их малыми притоками.
Климат влажный субтропический. Среднегодовая температура воздуха составляет около +13,5°С, со средними температурами июля около +24,0°С, и средними температурами января около +6,0°С. Среднегодовое количество осадков составляет около 1400 мм. Основная часть осадков выпадает в зимний период.

## История
Российским посёлок Вишнёвка стал во второй половине XIX века, тогда же посёлок стал развиваться как курорт.
Своё название посёлок получил из-за обильных вишнёвых садов, располагавшихся в окрестных горах.
Изначально здесь поселились понтийские греки. По итогам переписи населения Черноморского округа 1926 года, из 209 человек села Вишневка греки составляли 70% (147 человек), украинцы 24, русские 19. В конце XIX века деревня Вишнёвая стала одним из центров компактного размещения армян, мигрировавших с территории Османской империи. С тех пор преобладающей народностью в посёлке являются армяне.
По ревизии на 1 января 1917 года село Вишнёвка входило в состав Лазаревского сельского общества Туапсинского округа Черноморской губернии.
В 1923 году в ходе административно-территориальных преобразований региона, село Вишнёвка было передано в состав Вельяминовской волости Туапсинского района Северо-Кавказского края.
26 января 1925 года село Вишневка передано в состав Макопсинского сельского Совета Туапсинского района.
21 октября 1935 года село Вишневка передано в состав Шапсугского района, позднее переименованного в Лазаревский район.
В годы Великой Отечественной войны, во время боёв за Кавказ, к Вишнёвке приближалась линия фронта, в октябре 1942 года здесь был сформирован 195-й горно-вьючный миномётный полк. 22 октября 1942 года в районе пляжа Вишнёвки в результате вражеских бомбардировок затонуло военизированное судно «Азов», бывший грузовой пароход «Иосиф Косиор».
С 26 декабря 1962 года по 12 января 1965 года село Вишневая числилось в составе Туапсинского сельского округа Краснодарского края.
13 января 1965 года село Вишнёвка было включено в состав города-курорта Сочи, с присвоением населённому пункту статуса внутригородского микрорайона.

## Курорты

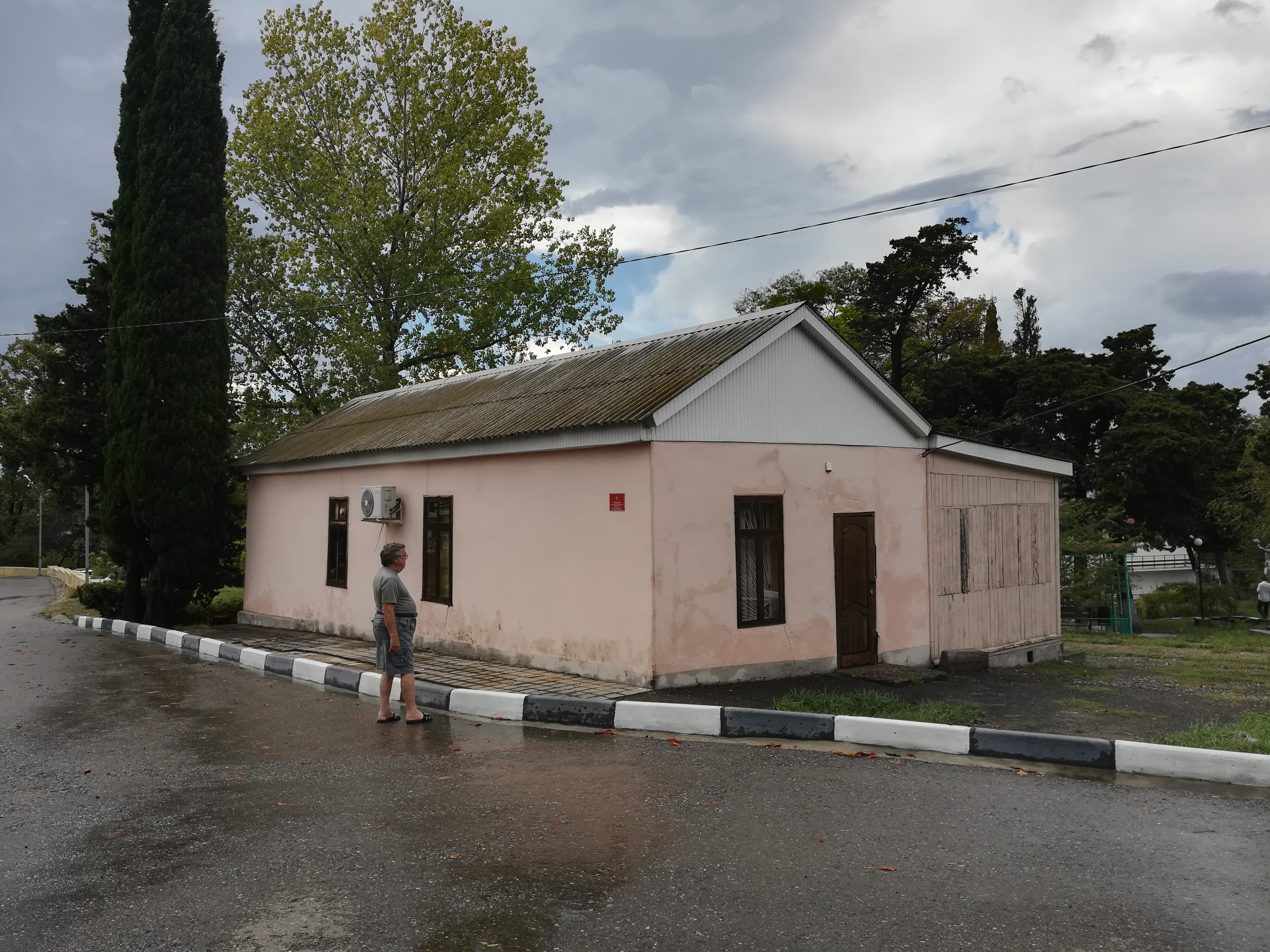
Дом Бехтерева (перестроен)

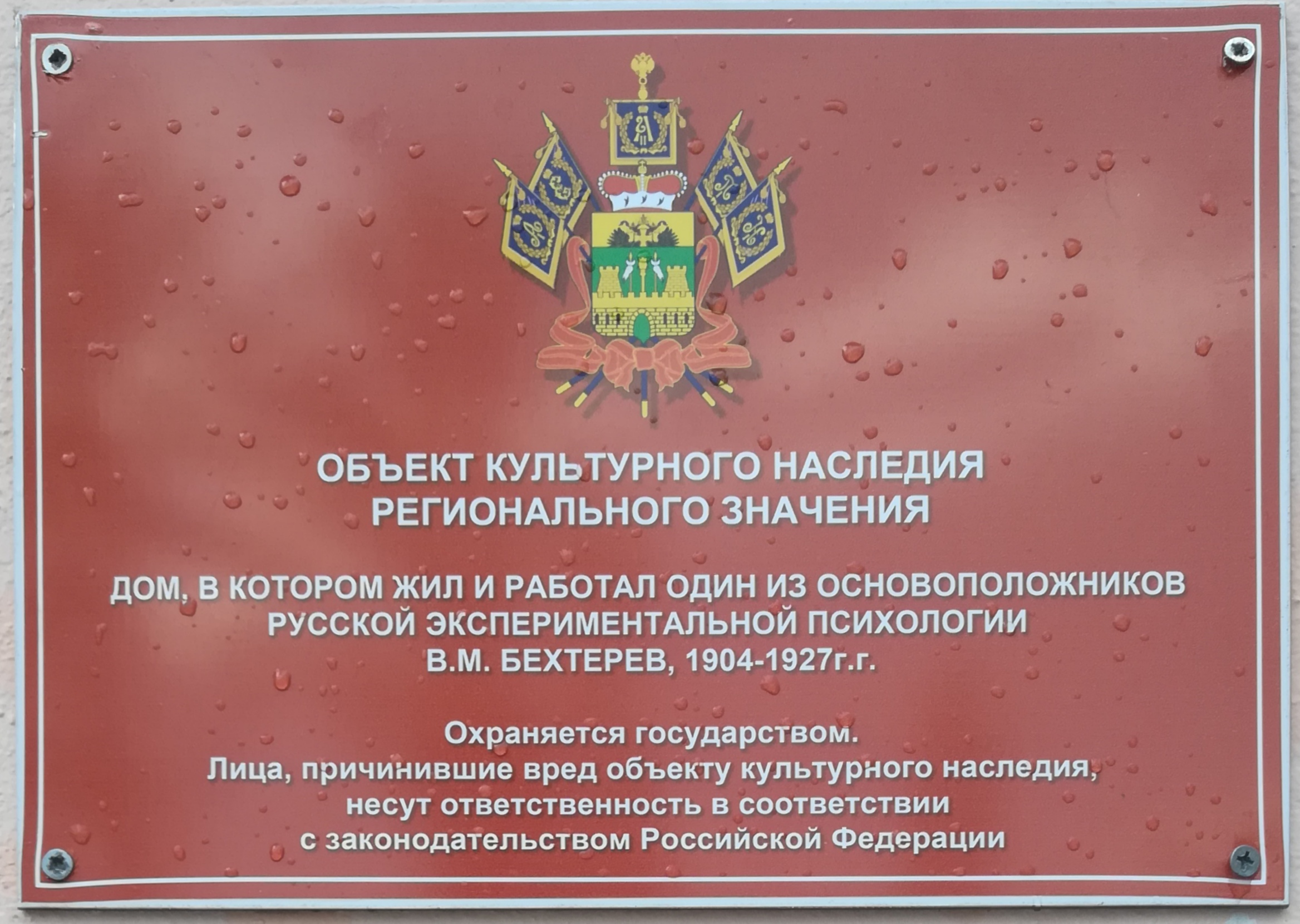

На территории микрорайона расположен пансионат «Буревестник», принадлежащий МГУ и построенный к 1963 году. До этого принадлежал Совету по управлению курортами города Сочи. Частный пансионат отдыха «Гелиос», также расположенный в посёлке, ранее был частью «Буревестника» и назывался «Буревестник-1».
В 1904—1927 годы там, где ныне расположен «Буревестник», эпизодически жил и работал академик В. М. Бехтерев.

## Экономика
Главной отраслью экономики микрорайона является туризм и сфера услуг.
Протяжённость пляжа составляет около 400 метров в длину и 20 метров в ширину. Галечный пляж окружён скалами, спуск к пляжу довольно крут, имеются лестницы и объездная грунтовая дорога. Дно у побережья пологое.
Кроме туризма, в экономике посёлка важную роль играет садоводство и разбитые в окрестностях посёлка виноградники. Ранее в верховьях реки Вишнёвка был расположен плодосовхоз «Лазаревский».

## Транспорт
Транспортное сообщение обеспечивает железная дорога (ближайшая станция — «Спутник»). Через Вишнёвку проходит автобусный маршрут Лазаревское — Шепси (№ 80).

## Армянская Апостольская церковь
На территории посёлка действует местная религиозная организация — «Церковь Сурб Саргис» (Святого Саркиса) Армянской апостольской церкви. Храм был заложен 5 октября 1993 года, а возведён в 2011 году по инициативе и при финансовой поддержке братьев Армена и Амбарцума Мхитарянов, в честь увековечения памяти отца — Мхитаряна Саргиса Амбарцумовича и всех невинных жертв геноцида армян.

## Памятники
- Памятник погибшим в Великой Отечественной войне.
- Памятник морякам корабля «Азов».
- Памятник 195-й горно-вьючному миномётному полку

## Достопримечательности
На реке Водопадная, примерно в 1,5 км к северо-востоку от Вишнёвки, находится водопад «Слёзы Лауры»

## Улицы
Главной улицей микрорайона является улица Майкопская, по которой проходит федеральной автотрассы А-147.
Улицы
| Бехтерева |
| Ватутина  |

| Казанская  |
| Майкопская |

| Республиканская |
| Соловьиная      |

Переулки
| Бородина |

| Высотный |

| Казанский |

## Галерея

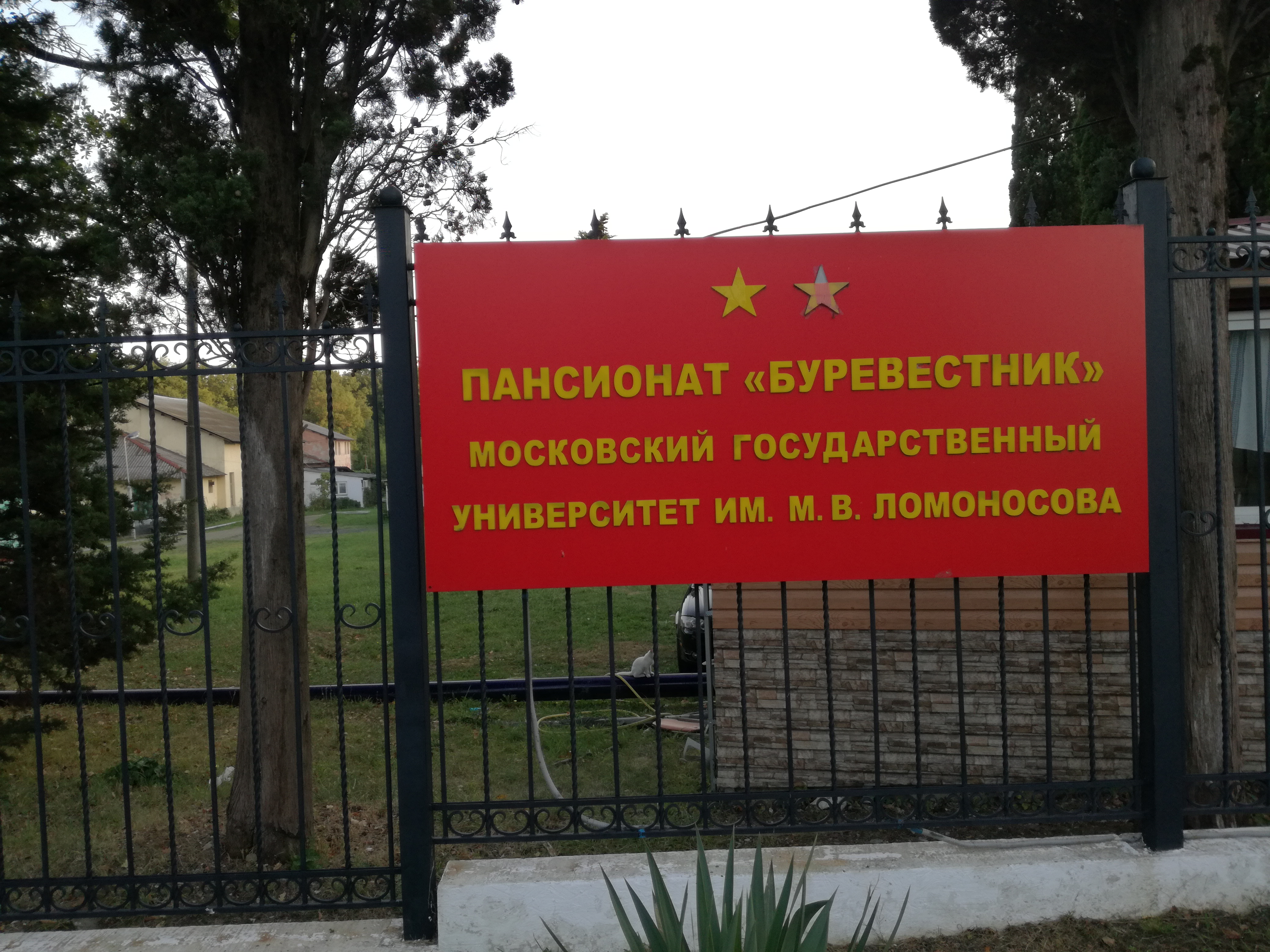
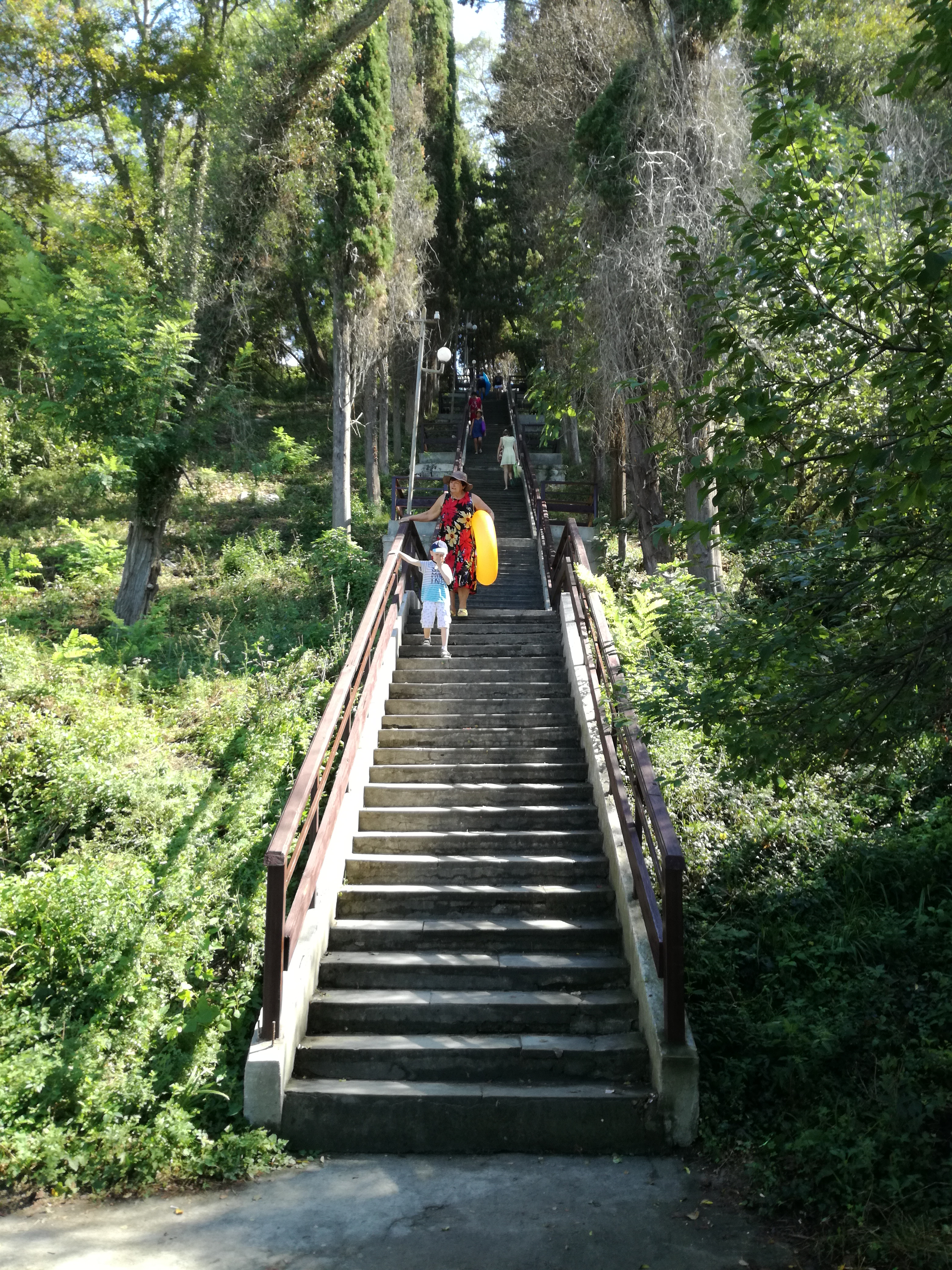
Лестница пансионата «Буревестник-2»
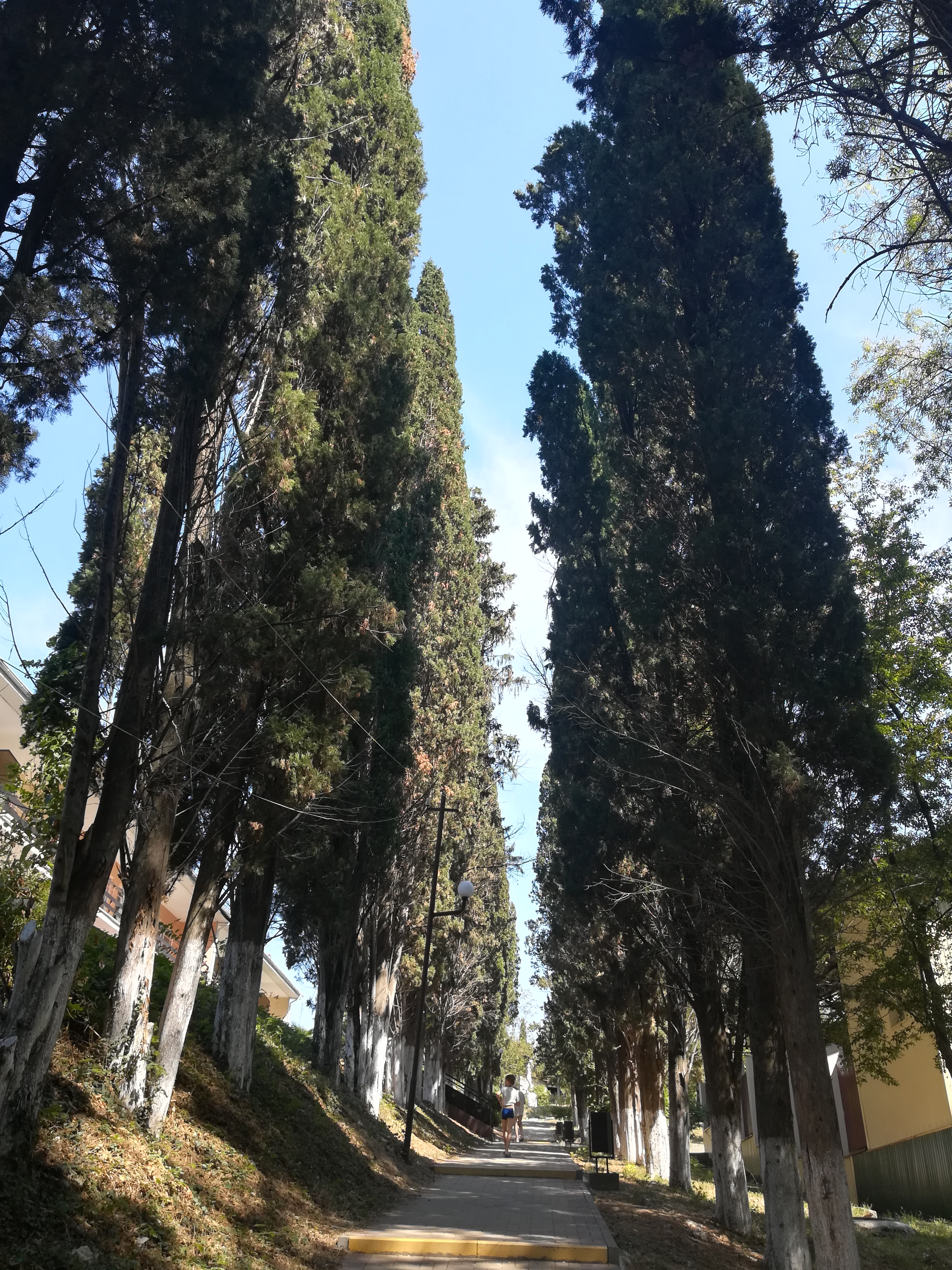
Кипарисовая аллея на пути к морю. «Буревестник-2»
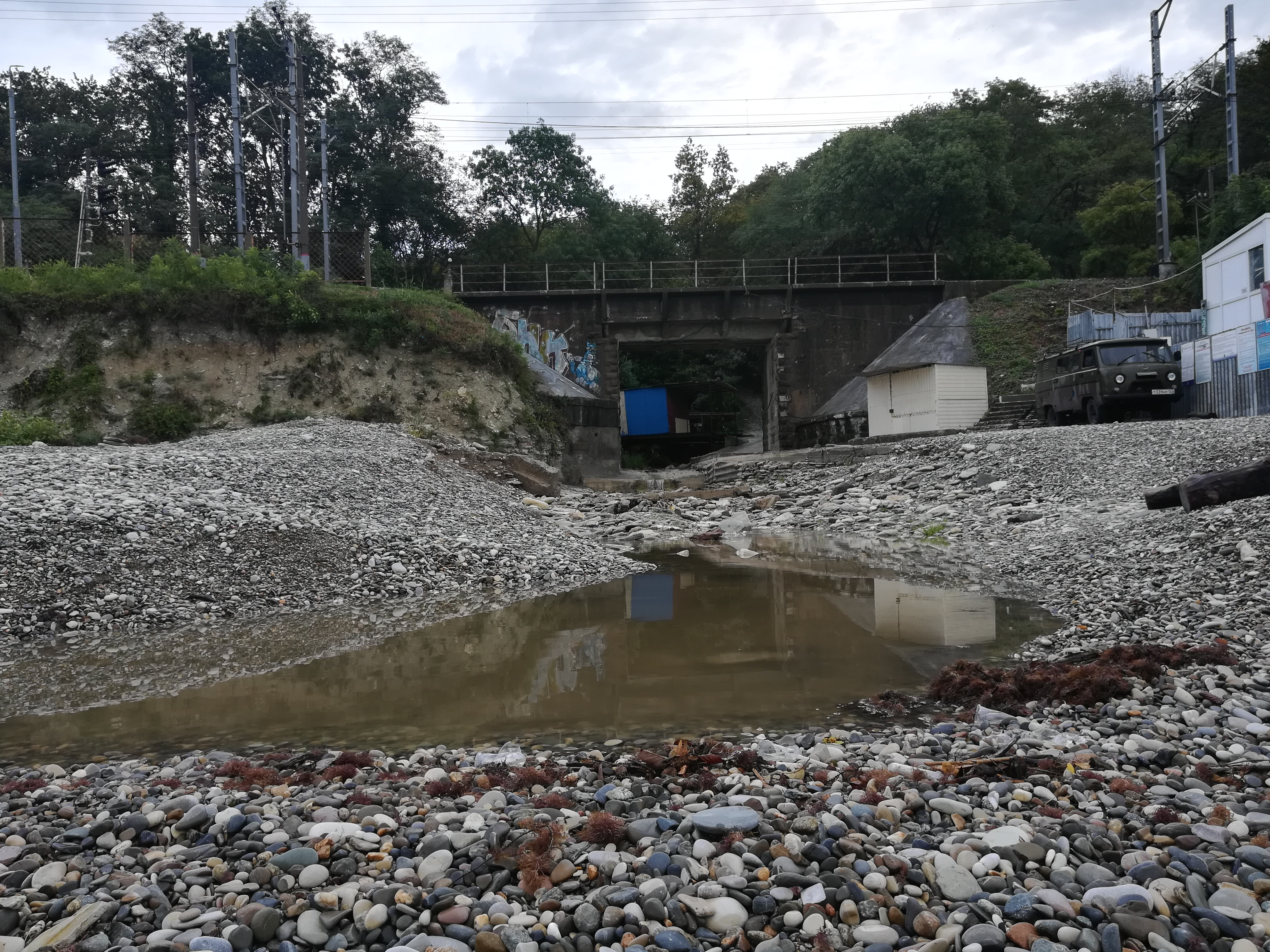
Устье безымянного ручья на пляже «Буревестник»

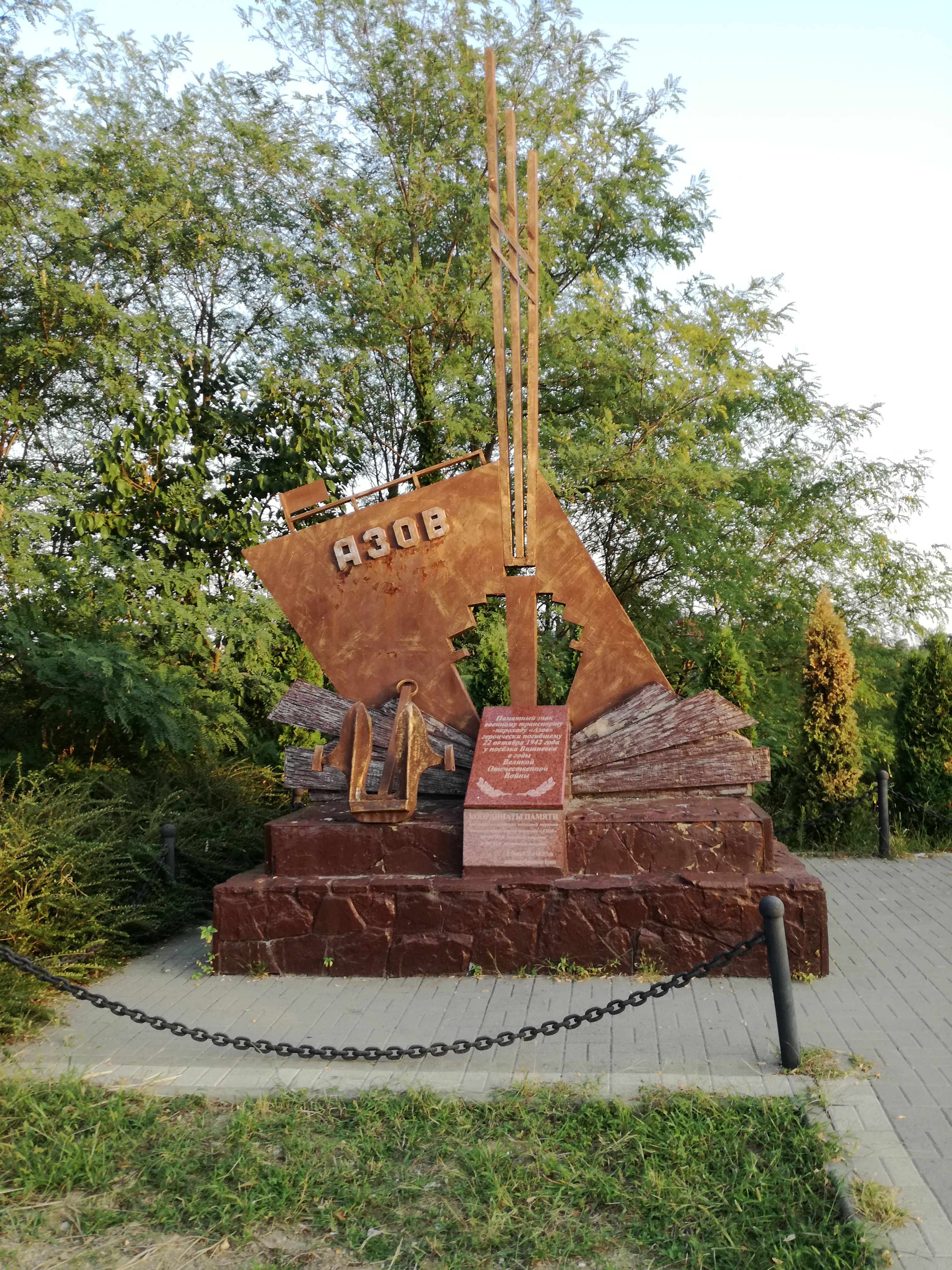
Памятник морякам корабля «Азов»
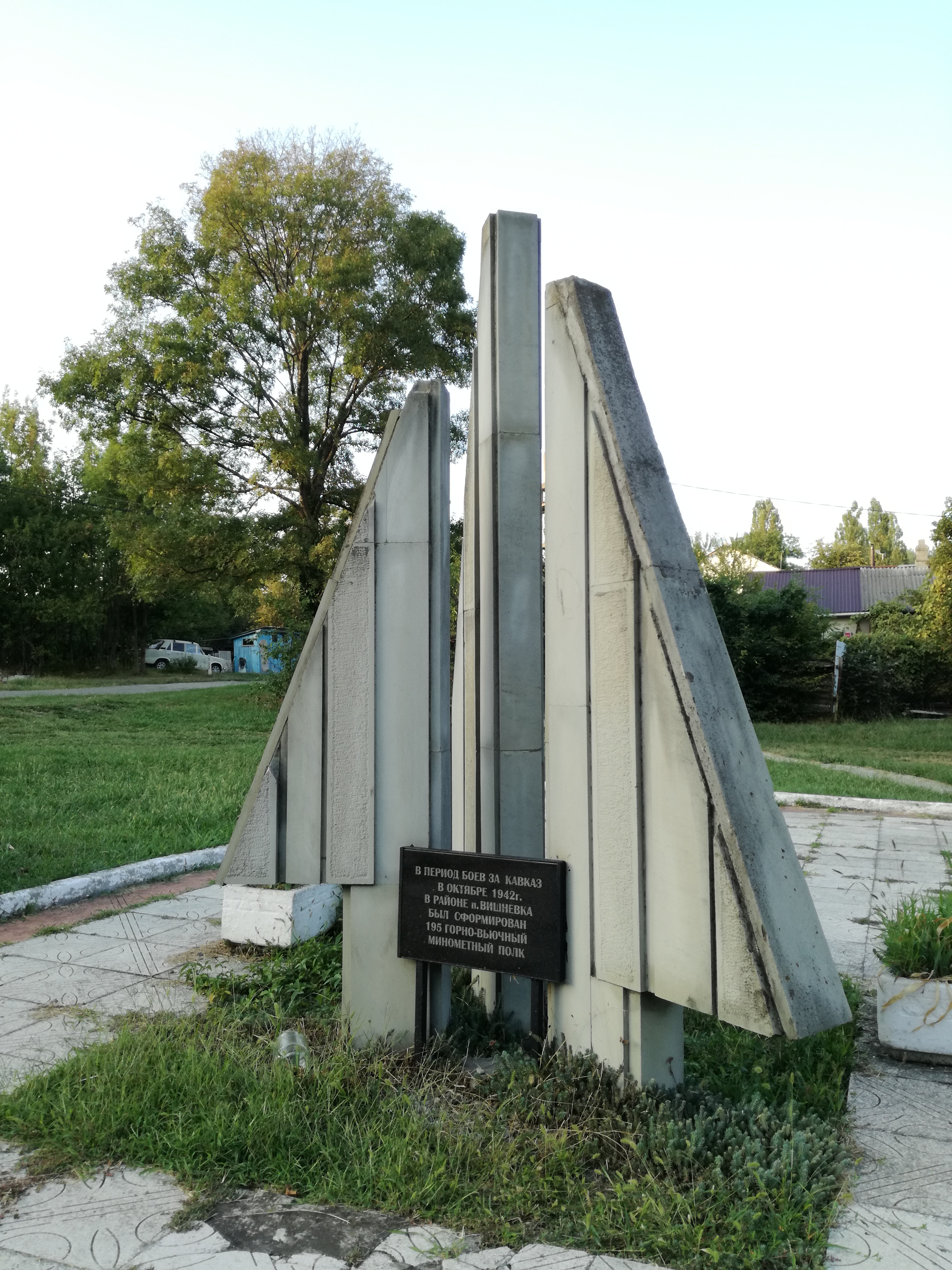
Памятник военнослужащим 195 полка